# Hedd Wyn
Hedd Wyn, vlastním jménem Ellis Humphrey Evans, (13. ledna 1887 – 31. července 1917) byl velšský básník. Narodil se ve vesnici Trawsfynydd na severu Walesu jako nejstarší z jedenácti dětí Evana a Mary Evansových. Školu opustil ve čtrnácti letech a začal pracovat jako ovčák na otcově farmě. V roce 1910 začal používat bardské jméno Hedd Wyn. V červnu 1917 vstoupil do války. Následujícího měsíce byl nedaleko belgického města Ypry zabit. Jeho životem byl inspirován stejnojmenný film z roku 1992.